# Bahnhof Burg- und Nieder-Gemünden
Der Bahnhof Burg- und Nieder-Gemünden ist eine Betriebsstelle der Bahnstrecke Gießen–Fulda auf dem Gemeindegebiet von Gemünden in Hessen. Die Hochbauten des Bahnhofes sind ein Kulturdenkmal laut Hessischem Denkmalschutzgesetz,. Das Empfangsgebäude ist in einem verwahrlosten Zustand.

## Geschichte
Der Bahnhof Burg- und Nieder-Gemünden ging mit der Eröffnung des Abschnitts Grünberg–Alsfeld der Bahnstrecke Gießen–Fulda am 29. Juli 1870 in Betrieb. Am 1. April 1901 eröffneten die Hessischen Staatseisenbahnen den zweiten Abschnitt der Strecke nach Kirchhain von Nieder-Ofleiden aus.
Am 31. Mai 1980 wurde der Personenverkehr auf der Strecke nach Kirchhain eingestellt. Am 28. September 1991 endete der Güterverkehr bis zum Anschluss des Basaltwerkes bei Nieder-Ofleiden, und der Abschnitt wurde stillgelegt. Als die Ohmtalbahn 1999 abgebaut wurde, baute man den Bahnhof Burg- und Nieder-Gemünden zu einem Haltepunkt zurück.

## Lage
Der Bahnhof Burg- und Nieder-Gemünden dient den beiden namensgebenden Ortsteilen Burg-Gemünden und Nieder-Gemünden der Gemeinde Gemünden (Felda). Er hat die Adresse Bahnhofstraße 14 und liegt am südwestlichen Ortsrand von Nieder-Gemünden.

## Bahnanlagen

### Empfangsgebäude
Das Empfangsgebäude des Bahnhofs Burg- und Nieder-Gemünden stammt aus dem Jahr 1870. Es steht bereits lange Zeit leer und verfällt zusehends. 2012 wurde das Empfangsgebäude bei einem Mindestgebot von 1.000 Euro zur Versteigerung angeboten. 2021 wurde eine Entwidmung beantragt, um das Empfangsgebäude abreißen zu können, was 2022 noch nicht geschehen war.

### Gleise
In seiner größten Ausbauphase verfügte der Bahnhof Burg- und Nieder-Gemünden über sechs parallel nebeneinander liegende Gleise zwischen dem Empfangsgebäude und der nordwestlichen Bahnhofsgrenze. Ein siebtes und ein achtes Gleis lagen auf der Seite des Empfangsgebäudes jeweils parallel zum Gleis 1 und dienten dem Güterverkehr. In dieser Epoche erstreckte sich der Bahnhof mit seinen Einfahrweichen zwischen den Streckenkilometern 37,5 und 38,4 der Strecke Gießen–Fulda.
Neben dem 138 Meter langen Hausbahnsteig an Gleis 1 gab es Zwischenbahnsteige an den Gleisen 2 (214 Meter lang) und 3 (192 Meter lang). In diesem Plan ist auch an Gleis 4 ein Bahnsteig mit einer Länge von 162 Metern eingetragen, jedoch im Gegensatz zu den übrigen Bahnsteigen keine Bahnsteigkante eingezeichnet. Die Bahnsteige wurden über niveaugleiche Zugänge erreicht.
Gleis 1 war das durchgehende Hauptgleis der Strecke Gießen–Fulda, Gleis 2 diente ebenfalls dieser Strecke, konnte jedoch fahrstraßentechnisch nur aus Richtung Fulda in Richtung Gießen befahren werden. Nach Gleis 3 konnte aus den Richtungen Gießen und Kirchhain eingefahren und in die Richtungen Fulda und Kirchhain ausgefahren werden, während Gleis 4 für alle Fahrtrichtungen zur Verfügung stand. Die Gleise 5 und 6 waren mit Nutzlängen von 456 bzw. 436 Metern verhältnismäßig lange Gleise, die der Zusammenstellung und Abstellung von Zügen dienten und beidseitig durch Gleissperren gesichert waren. Gleis 5 war in Höhe des Streckenkilometers 37,902 – dem Standort des Ausfahrsignals in Richtung Gießen an Gleis 4 – durch eine Weichenverbindung mit diesem verbunden, was das Anfahren der gegenüber dem Empfangsgebäude im Gleis 5 eingebauten Gleiswaage mit einer Wiegelast von 30 Tonnen erleichterte. 
Neben dem Empfangsgebäude in Richtung Fulda steht etwa in Streckenkilometer 38,1 ein Güterschuppen als eigenständiges Bauwerk, der über das Gleis 7 (188 Meter lang) bedient werden konnte. Zwischen dem Empfangsgebäude und dem Prellbock dieses Gleises in Richtung Gießen befand sich eine Kopframpe. Auf der anderen Seite des Empfangsgebäudes lag Gleis 8 an einer Holzverladerampe, es war nur 75 Meter lang.
Diese Ausstattung wurde bereits vor der teilweisen Stilllegung der Bahnstrecke Kirchhain–Burg- und Nieder-Gemünden schrittweise reduziert. Bis auf den Hausbahnsteig, welcher bis heute den Zügen der Strecke Gießen–Fulda dient, sind alle anderen Gleise überwachsen, aber nicht abgebaut. Kurz hinter dem stillgelegten Stellwerk im Norden des Bahnhofes schwenkte die Strecke nach Nieder-Gemünden in Richtung Norden ab. Kurz darauf endet das verbliebene Gleisstück.

### Stellwerke
Im Lageplan des Bahnhofs Burg- und Nieder-Gemünden der Deutschen Bundesbahn im Stand vom Oktober 1. März 1966 sind zwei Stellwerke eingezeichnet. Das mechanische Stellwerk der Bauart Zimmermann und Buchloh aus dem Jahr 1909 im Norden des Bahnhofes mit der Bezeichnung Bf wurde 2008 außer Betrieb genommen. Das zweite Stellwerk mit der Bezeichnung Bw befand sich in Höhe des Streckenkilometers 37,785 zwischen den dort in einem etwas größeren Abstand verlegten Gleisen 4 und 5 inmitten der Gleisanlagen. Die beiden Stellwerke bedienten zu dieser Zeit 16 Weichen, 9 Haupt- und 3 Vorsignale. Gleissperrsignale waren nicht vorhanden. Zu welchem Zeitpunkt das Stellwerk Bw stillgelegt und abgerissen wurde, konnte noch nicht ermittelt werden, zu diesem Zeitpunkt sind sämtliche Stelleinrichtungen auf dem Stellwerk Bf zusammengefasst worden.

## Verkehr
Burg- und Nieder-Gemünden liegt im Tarifgebiet des Rhein-Main-Verkehrsverbundes (RMV).

### Bahn
Der Haltepunkt wird stündlich von Regionalbahnen der Relation Limburg–Gießen–Fulda bedient. Seit dem 11. Dezember 2011 wird die Strecke Gießen–Fulda von der Hessischen Landesbahn (HLB) betrieben. Zum Einsatz kommen Triebwagen des Typs LINT 41. Davor fuhren Züge der DB Regio auf der Strecke mit Triebwagen der Baureihe 628. Werktags verkehren zu den Hauptzeiten im Berufsverkehr zusätzliche Regionalbahnen der Relation Gießen–Alsfeld.
Seit dem Fahrplanwechsel 2016/2017 am 11. Dezember 2016 verkehren die Züge der Strecke Gießen–Fulda und der Lahntalbahn statt wie bisher als RB 25 (Lahntalbahn) bzw. RB 35 (Gießen–Fulda) durchgehend als RB 45.
| Linie | Verlauf | Takt   |
| ----- | --- | ------ |
| RB 45 | Lahntalbahn/Vogelsbergbahn: Limburg (Lahn) – Eschhofen – Kerkerbach – Runkel – Villmar – Arfurt (Lahn) – Aumenau – Fürfurt – Gräveneck – Weilburg – Löhnberg – Stockhausen (Lahn) – Leun/Braunfels – Solms – Albshausen – Wetzlar – Dutenhofen (Kr Wetzlar) – Gießen – Gießen Licher Straße – Großen Buseck – Reiskirchen (Kr Gießen) – (Saasen – Göbelnrod –) (zweistdl) Grünberg – (Lehnheim –) (zweistdl) Mücke (Hess) – (Nieder-Ohmen –) (zweistdl) Burg- und Nieder-Gemünden – Ehringshausen (Oberhess) – Zell-Romrod – Alsfeld (Oberhess) – Lauterbach (Hess) Nord – Angersbach – Bad Salzschlirf – Großenlüder – Oberbimbach – Fulda Stand: Fahrplanwechsel Dezember 2021 | 60 min |

### Bus
Am Bahnhof besteht Anschluss zu einigen Regionalbuslinien.